# Équipe d'Australie féminine de kayak-polo
L'équipe d'Australie féminine de kayak-polo est l'équipe féminine qui représente l'Australie dans les compétitions majeures de kayak-polo.
Elle est constituée par une sélection des meilleures joueuses australiennes.
Elle compte à son palmarès deux titres de champion du monde (en 1994 et 1998) et un titre de vice-champion du monde (en 1996).

## Palmarès
Parcours aux championnats du Monde
- 1994 : 1re
- 1996 : 2e
- 1998 : 1re
- 2000 : 2e
- 2002 : 3e
- 2004 : 5e
- 2006 : 6e
- 2008 : 5e
- 2010 : 5e